# Sapadnaja Dwina
Sapadnaja Dwina (russisch Западная Двина) ist eine Kleinstadt in der Oblast Twer (Russland) mit 9378 Einwohnern (Stand 14. Oktober 2010).

## Geografie
Die Stadt liegt am Südwestrand der Waldaihöhen etwa 320 Kilometer südwestlich der Oblasthauptstadt Twer am rechten Ufer der Düna.
Sapadnaja Dwina ist Verwaltungszentrum des gleichnamigen Rajons.
Die Stadt liegt an der auf diesem Abschnitt 1901 eröffneten Eisenbahnstrecke Moskau–Riga (Streckenkilometer 378) und an der Fernstraße M9 Moskau–Welikije Luki–lettische Grenze (weiter über Rēzekne nach Riga).

## Geschichte
Sapadnaja Dwina entstand 1900 im Zusammenhang mit dem Bau einer Station an der Eisenbahnstrecke Moskau–Windawa. Die Station und die zugehörige Siedlung erhielten ihren Namen nach dem Fluss Düna, der im Russischen Sapadnaja Dwina, Westliche Dwina heißt.
1927 erhielt der Ort den Status einer Siedlung städtischen Typs und 1937 das Stadtrecht.
Im Zweiten Weltkrieg wurde Sapadnaja Dwina am 6. Oktober 1941 von der deutschen Wehrmacht besetzt und am 21. Januar 1942 von Truppen der Nordwestfront der Roten Armee im Rahmen der Toropez-Cholmer Operation zurückerobert.

### Bevölkerungsentwicklung
| Jahr | Einwohner |
| ---- | --------- |
| 1959 | 7.512     |
| 1959 | 8.994     |
| 1970 | 10.052    |
| 1979 | 10.316    |
| 1989 | 11.556    |
| 2002 | 10.212    |
| 2010 | 9.378     |

Anmerkung: Volkszählungsdaten

## Wirtschaft
In Sapadnaja Dwina gibt es Betriebe der Holzwirtschaft, der holzverarbeitenden, Textil- und Lebensmittelindustrie.